# Пшемислав Мярчинський
Пшемислав Мярчинський  (пол. Przemysław Miarczyński, 26 серпня 1979) — польський яхтсмен, олімпійський медаліст.

## Виступи на Олімпіадах
| Олімпіада   | Дисципліна  | Місце |
| ----------- | ----------- | ----- |
| Сідней 2000 | віндсерфинг | 8     |
| Афіни 2004  | віндсерфинг | 5     |
| Пекін 2008  | віндсерфинг | 16    |
| Лондон 2012 | віндсерфинг | 3     |